# Vazner Castilla
Vazner Castilla, nacido en Cafayate, localidad de los Valles Calchaquies, en Salta (22 de julio de 1938), es un escritor e historiador argentino destacado por escribir un libro abordando la historia de la ciudad de Aguaray, Provincia de Salta, publicado en 1999. 
Castilla vivió en varias partes del país, ya que se encontraba en San Ramón de la Nueva Orán y en Buenos Aires. En 1975 se radicó en Aguaray definitivamente por la empresa YPF.

## Primeros años
Vazner Castilla nació en Cafayate, provincia de Salta en Argentina, el 22 de julio de 1938. Estudió en la primaria y después en la secundaria, ya que pasó su juventud con amor a la literatura y la historia. En el año 1975, este se radica en Aguaray por la empresa YPF, y a inicios de 1986 comienza su recopilación e investigaciones de los hijos de los primeros vecinos con el objetivo de definir la fundación de Aguaray.

## Carrera
En el año 1992, crea el CEDA (centros de escritores de Aguaray) y a finales de 1995 el Centro cultural de la ciudad. En 1996, crea una comisión para poder obtener información y crear un libro dedicado a la ciudad de Aguaray contando su historia, con la ayuda de profesores de historia y el director de la cultura y la educación de ese tiempo, donde obtienen la información en que Aguaray se creó el 16 de agosto de 1911.   
A inicios de 1997, Castilla comienza a recopilar datos e información sobre el paraje apartado de la ciudad llamado "Tuyunti", propiedad donde antiguamente vivían aborígenes y en ese mismo año publica el libro "Tuyunti, su historia y cultura". Cuando terminó el libro anterior, se tomó muco trabajo junto a los profesores de historia para publicar el libro "Aguada del Zorro: Historia de la ciudad de Aguaray", que fue publicado en 1999.
En el año 2000, Castilla participa en el grupo literario "PAURO", en Salvador Mazza (Salta). Sin embargo la iglesia católica de Aguaray cumplía sus cincuenta años de creación y este colabora con la creación de un pequeño libro contando la reseña histórica de Aguaray. Y en el año 2007, se dirige a Cafayate para crear el grupo literario "Huellas de tinta".

## Trabajos
- Aguaray en ocho tiempos
- Tiempo Presente
- Luz y Sombra
- Crepúsculo
- Duraznos en silencio
- Facetas
- Paisajes
- Tuyunti, su historia y cultura
- Aguada del Zorro: Historia de la ciudad de Aguaray
- Iglesia católica Santa Teresita (reseña histórica)
- Escuela Julio Ramón Pereyra (reseña histórica)

## Curiosidades
En el año 2007, en  Aguaray, se nombra a una calle de la ciudad con el nombre del autor. Luego se denomina al concejo deliberante de la dicha ciudad, al ex auditorio de YPF, como Casa de la Cultura "Vazner Castilla". El mismo año, el intendente Juan Carlos Alcoba decide crear el libro "Aguada del Zorro: Historia de la ciudad de Aguaray", en una nueva edición de 2007. Además Vaner Castilla, es corresponsal de: "Proyecciones norteñas" (Tartagal), "Integrando" (Tartagal)y Cuaderno del Trópico (Oran)